# Gnu-de-cauda-preta
O gnu-de-cauda-preta (Connochaetes taurinus) ou boi-cavalo-de-cauda-preta (em inglês, blue wildebeest, "gnu-azul") é uma das duas espécies de gnu, encontrada no Leste e Sul da África e contando com pelagem cinzenta, mas face e a cauda negras.

## Taxonomia e etimologia
O gnu-de-cauda-preta foi descrito pela primeira vez pelo naturalista inglês William John Burchell em 1823 e ele deu-lhe o nome científico Connochaetes taurinus. Ele compartilha o género Connochaetes com o gnu-preto (C. gnou), e é colocado na família dos bovídeos, ruminantes com cascos fendidos. O nome genérico Connochaetes deriva das palavras gregas κόννος, konnos, "barba", e χαίτη, khaite, "cabelos soltos", "juba". O nome específico taurinus tem origem na palavra grega tauros, que significa um touro ou boi. O nome comum "gnu-de-cauda-preta" refere-se ao notável brilho, azul-prateado do casaco, enquanto o nome alternativo "gnu" origina do nome para estes animais usados pelo povo Khoikhoi, uma tribo de pastores nativo do sudoeste da África.
Embora o gnu-de-cauda-preta e o preto estejam atualmente classificados no mesmo gênero, o primeiro foi previamente colocado em um gênero separado, Gorgon. Em um estudo dos cromossomos mitóticos e mtDNA que foi realizado para entender mais sobre as relações evolutivas entre as duas espécies, constatou-se que os dois tiveram uma relação filogenética próxima e divergiram há cerca de um milhão de anos.

## Subespécies
O gnu-de-cauda-preta possui cinco subespécies:
- C. t. albojubatus (Thomas, 1912), é encontrada no Vale Gregory Rift (ao sul do Equador). Sua ocorrência se estende do norte da Tanzânia ao Quênia central.
- C. t. cooksoni (Blaine, 1914), é restrita ao vale do Luangwa na Zâmbia. As vezes esses animais podem vagar pelas regiões de platô, no centro de Malawi.
- C. t. johnstoni (Sclater, 1896), ocorre de Moçambique (norte do Rio Zambezi) até o centro-leste da Tanzânia. Essa subespécie está extinta em Malawi.
- C. t. mearnsi (Heller, 1913), é encontrada no norte da Tanzânia e sul do Quênia. Seu alcance se estende do oeste do Vale Gregory Rift ao Lago Vitória no Golfo de Speke.
- C. t. taurinus (Burchell, 1823) é encontrada no sul da África. Seu alcance se estende desde a Namíbia e África do Sul a Moçambique (norte do Rio Orange) e do sudoeste da Zâmbia (sul do rio Zambeze) até o sul de Angola.